# Macoma leptonoidea
Macoma leptonoidea är en musselart som beskrevs av Dall 1895. Macoma leptonoidea ingår i släktet Macoma och familjen Tellinidae. Inga underarter finns listade i Catalogue of Life.